# Dream Boy
Dream Boy ist der Titel einer 2008 produzierten Literaturverfilmung, deren Handlung auf dem gleichnamigen Roman des Schriftstellers Jim Grimsley basiert. Der Film war seit dem 11. Dezember 2008 in den deutschsprachigen Kinos zu sehen.

## Kurzhandlung
Nathan ist ein introvertierter Junge, der mit seiner Familie erst vor kurzem in eine kleine Stadt in einem konservativen Südstaat gezogen ist. Immer deutlicher wird im Verlauf der Geschichte die angespannte Beziehung zwischen Nathan und seinem Vater. Was man zunächst als normalen Vater-Sohn-Konflikt wahrnimmt, entwickelt sich zur schmerzlichen Erkenntnis, dass der Junge sexuell missbraucht wurde. In seiner neuen Umgebung lernt Nathan den etwas älteren Roy kennen, der als Nebenjob den Schulbus fährt. Zwischen den beiden Jungen entwickelt sich eine Freundschaft, nachdem Nathan Roy bei einem Referat hilft. Infolgedessen kommt es zu der ersten Szene, die über Freundschaft hinausgeht. Liebevoll, aber bestimmt fordert Roy einige Zeit später Nathan auf, ihn zu berühren, als die beiden alleine im Schulbus sind. Dieser Satz lässt im Hinblick auf den sexuellen Missbrauch Platz für Interpretationen. Doch Nathan und Roy müssen ihre Liebe zueinander geheim halten, auch gegenüber Roys Freundin Evelyn. 
Nathans Kontakte mit Roy bringt dem Jungen auch viele Vorteile. So kann er eines Tages Roy und dessen zwei ebenfalls ältere Freunde Randy und Burke auf einen Campingausflug begleiten. Als Roy mit Nathan in einem abgelegenen Haus Oralsex hat, werden die beiden von Randy und Burke entdeckt. Nathan wird daraufhin von Burke brutal vergewaltigt und durch einen Schlag auf seinen Kopf niedergestreckt. Nathan hatte schon eine Art Vorahnung, dass er diesen Ort nie mehr verlassen würde. Jedoch wird nie zu hundert Prozent deutlich, ob Nathan wirklich tot ist. Man sieht zwar die Beerdigung des Jungen, auf der Roy deutlich seine Trauer zeigt, aber danach sieht man auch, wie Nathan blutverschmiert wieder zu Roy zurückkehrt.

## Hintergrundinformationen
Die Dreharbeiten des mit einem Budget von lediglich 1,2 Millionen Dollar kostengünstig produzierten Films fanden in St. Francisville im US-Bundesstaat Louisiana statt, nachdem zunächst geplant war, in Portland (Oregon) zu drehen. Doch Budgetgründe zwangen das Drehteam nach Louisiana.

## Kritiken
- cinema.de:
  - „Enttäuschende Romanze zwischen zwei schwulen Jungen im tief religiösen Süden der USA, die - mit unausgegorenen Nebenplots überfrachtet - zum Schluss stilistisch entgleist und ebenso konfus wie abrupt endet.“[1]

- film.de:
  - „Die erste sanfte Berührung, versteckte Küsse und die Entdeckung der eigenen Sexualität werden ohne falsche Scham gezeigt. Die Geschichte einer ersten Liebe, eines Tabubruchs, fast mythisch doch voll Schmerz und dabei auch atemberaubend realistisch, untermalt von einer sehnsuchtsvollen, extra für „Dream Boy“ komponierten Filmmusik.“[2]